# Integral curvilínia

La trajectòria d'una partícula al llarg d'una corba dins d'un camp vectorial. A la part inferior es mostren els vectors que troba la partícula al llarg del seu recorregut. La suma del productes escalars d'aquests vectors amb el vector tangent a la corba a cada punt de la trajectòria serà el resultat de la integral de camí.

En matemàtiques, una integral curvilínia és una integral on la funció a integrar s'avalua al llarg d'una corba. També s'utilitzen els termes integral de camí, integral de corba i integral de línia; També s'utilitza el nom d'integral de contorn, encara que normalment es reserva per a integrals curvilínies en corbes tancades i en el pla complex.
La funció a integrar pot ser un camp escalar o un camp vectorial. El valor de la integral curvilínia és la suma dels valors del camp en tots els punts de la corba, ponderats per alguna funció escalar de la corba (normalment la longitud d'arc o, per a un camp vectorial, el producte escalar del camp vectorial amb un vector diferencial a la corba). Aquesta ponderació distingeix la integral curvilínia de les integrals més simples definides en intervals. Moltes fórmules senzilles en física, com la definició de treball com {\displaystyle W={\vec {F}}\cdot {\vec {d}}}, tenen anàlegs continus naturals en termes d'integrals curvilínies, en aquest cas {\displaystyle W=\int _{C}{\vec {F}}\cdot d{\vec {s}}}, que calcula el treball fet sobre un objecte que es mou a través d'un camp elèctric o gravitatori {\displaystyle {\vec {F}}} al llarg d'un camí {\displaystyle {\mathcal {C}}}
Intuïtivament es pot interpretar aquesta integral curvilínia pensant que el camp gravitacional aplica a l'objecte una força diferent en cada punt (la magnitud i la direcció d'aquesta força depèn de la distància del punt a les masses que generen el camp gravitacional). En moure's l'objecte (tot resseguint la corba) una distància infinitesimal {\displaystyle d{\vec {s}}}, el camp gravitatori fa sobre ell un treball igual al producte de la força pel desplaçament {\displaystyle d{\vec {s}}} pel cosinus de l'angle entre el vector força i el vector desplaçament. La suma de tots aquests treballs infinitesimals és el valor de la integral curvilínia.
La integral curvilínia es pot calcular amb mètodes numèrics, per exemple aproximant els desplaçaments infinitesimals per desplaçaments petits però finits o transformant-la en una integral definida en un interval i llavors aplicant les tècniques per resoldre aquest tipus d'integrals.

## Càlcul vectorial
En termes qualitatius, una integral curvilínia en el càlcul vectorial es pot considerar com una mesura de l'efecte total d'un camp tensorial donat al llarg d'una corba donada. Per exemple, la integral curvilínia sobre un camp escalar (tensor de rang 0) es pot interpretar com l'àrea sota el camp tallat per una corba particular. Això es pot visualitzar com la superfície creada per {\displaystyle z=f(x,y)} i una corba {\displaystyle {\mathcal {C}}} en el pla {\displaystyle xy}. La integral curvilínia de {\displaystyle f} seria l'àrea de la «cortina» creada, quan es tallen els punts de la superfície que estan directament sobre {\displaystyle {\mathcal {C}}}.

### Integral curvilínia d'un camp escalar

#### Definició

La integral de la recta sobre un camp escalar es pot considerar l'àrea sota la corba al llarg d'una superfície, descrita pel camp

La trajectòria d'una partícula (en vermell) al llarg d'una corba dins d'un camp vectorial. A partir d', la partícula traça el camí al llarg del camp vectorial. El producte escalar (línia verda) del seu vector tangent (fletxa vermella) i el vector de camp _{(fletxa blava)} defineixen una àrea sota una corba, que és equivalent a integral de la línia del camí

Per a algun camp escalar {\displaystyle f\colon U\to \mathbb {R} } on {\displaystyle U\subseteq \mathbb {R} ^{n}}, la integral curvilínia al llarg d'una corba llisa a trossos {\displaystyle {\mathcal {C}}\subset U} és definida com
{\displaystyle \int _{\mathcal {C}}f(\mathbf {r} )\,ds=\int _{a}^{b}f\left(\mathbf {r} (t)\right)\left|\mathbf {r} '(t)\right|\,dt.}
on {\displaystyle \mathbf {r} \colon [a,b]\to {\mathcal {C}}} és una parametrització bijectiva arbitrària de la corba {\displaystyle {\mathcal {C}}} tal que r(a) i r(b) donen els extrems de {\displaystyle {\mathcal {C}}} i {\displaystyle a<b}. Aquí, i a la resta de l'article, les barres de valors absoluts denoten la norma estàndard (euclidiana) d'un vector.
La funció {\displaystyle f} s'anomena integrand, la corba {\displaystyle {\mathcal {C}}} és el domini d'integració, i el símbol {\displaystyle ds} es pot interpretar intuïtivament com una longitud d'arc elemental de la corba {\displaystyle {\mathcal {C}}} (és a dir, una longitud diferencial de {\displaystyle {\mathcal {C}}}). Integrals de línia de camps escalars sobre una corba {\displaystyle {\mathcal {C}}} no depenen de la parametrització escollida r de {\displaystyle {\mathcal {C}}}.
Geomètricament, quan el camp escalar {\displaystyle f} es defineix sobre un pla (n = 2), la seva gràfica és una superfície {\displaystyle z=f(x,y)} a l'espai, i la integral curvilínia dona l'àrea de la secció transversal (signada) limitada per la corba {\displaystyle {\mathcal {C}}} i el gràfic de {\displaystyle f}. Vegeu l'animació a la dreta.

#### Derivació
Per a una integral curvilínia sobre un camp escalar, la integral es pot construir a partir d'un sumatori de Riemann utilitzant les definicions anteriors de {\displaystyle f}, {\displaystyle C} i una parametrització {\displaystyle r} de {\displaystyle {\mathcal {C}}}. Això es pot fer dividint l'interval {\displaystyle [a,b]} en {\displaystyle n} subintervals {\displaystyle [t_{i-1},t_{i}]} de longitud {\displaystyle \Delta t=(b-a)/n}, aleshores {\displaystyle r(t_{i})} denota algun punt, anomenat punt de mostra, a la corba {\displaystyle {\mathcal {C}}}. Podem utilitzar el conjunt de punts de mostra {\displaystyle \{r(t_{i})}: {\displaystyle 1\leq i\leq n\}} per aproximar la corba {\displaystyle {\mathcal {C}}} com una trajectòria poligonal introduint la peça recta entre cadascun dels punts de mostra {\displaystyle r(t_{i-1})} i {\displaystyle r(t_{i})}; l'aproximació d'una corba a un camí poligonal s'anomena rectificació d'una corba. Aleshores anotem la distància del segment de línia entre punts de mostra adjacents a la corba com a {\displaystyle \Delta s_{i}}. El producte de {\displaystyle f(r(t_{i}))} i {\displaystyle \Delta s_{i}} es pot associar amb l'àrea signada d'un rectangle amb una alçada i amplada de {\displaystyle f(r(t_{i}))} i {\displaystyle \Delta s_{i}}, respectivament. Prenent el límit de la suma dels termes a mesura que la longitud de les particions s'acosta a zero ens dona
{\displaystyle I=\lim _{\Delta s_{i}\to 0}\sum _{i=1}^{n}f(\mathbf {r} (t_{i}))\,\Delta s_{i}.}
Segons el teorema del valor mitjà, la distància entre els punts posteriors de la corba és
{\displaystyle \Delta s_{i}=\left|\mathbf {r} (t_{i}+\Delta t)-\mathbf {r} (t_{i})\right|\approx {d}\left|\mathbf {r} (t_{i})\right|}
Substituint això al sumatori de Riemann anterior es produeix
{\displaystyle I=\lim _{\Delta t\to 0}\sum _{i=1}^{n}f(\mathbf {r} (t_{i}))\left|\mathbf {r} '(t_{i})\right|\Delta t}
que és el sumatori de Riemann per a la integral
{\displaystyle I=\int _{a}^{b}f(\mathbf {r} (t))\left|\mathbf {r} '(t)\right|dt.}

### Integral curvilínia d'un camp vectorial

#### Definició
Per a un camp vectorial {\displaystyle F:U\subseteq R^{n}\rightarrow R^{n}}, la integral curvilínia al llarg d'una corba llisa a trossos {\displaystyle {\mathcal {C}}\subset U}, en la direcció de {\displaystyle r}, és definida com
{\displaystyle \int _{C}\mathbf {F} (\mathbf {r} )\cdot \,d\mathbf {r} =\int _{a}^{b}\mathbf {F} (\mathbf {r} (t))\cdot \mathbf {r} '(t)\,dt}
on · és el producte escalar {\displaystyle r:[a,b]\rightarrow C} és una parametrització bijectiva de la corba {\displaystyle C} tal que {\displaystyle r(a)} i {\displaystyle r(b)} donen els extrems de {\displaystyle C}.
Per tant, una integral curvilínia d'un camp escalar és una integral curvilínia d'un camp vectorial, on els vectors són sempre tangencials a la línia d'integració.
Les integrals curvilínies dels camps vectorials són independents de la parametrització {\displaystyle r} en valor absolut, però depenen de la seva orientació. Concretament, una inversió en l'orientació de la parametrització canvia el signe de la integral curvilínia.
Des del punt de vista de la geometria diferencial, la integral de curvilínia d'un camp vectorial al llarg d'una corba és la integral de la forma 1 corresponent sota l'isomorfisme musical (que porta el camp vectorial al camp covector corresponent), sobre la corba considerada com un 1-varietat immersa.

#### Derivació
La integral curvilínia d'un camp vectorial es pot derivar d'una manera molt semblant al cas d'un camp escalar, però aquesta vegada amb la inclusió d'un producte escalar. De nou utilitzant les definicions anteriors de {\displaystyle F}, {\displaystyle {\mathcal {C}}} i la seva parametrització {\displaystyle r(t)}, construïm la integral a partir d'un sumatori de Riemann. Partim l'interval {\displaystyle [a,b]} (que és l'interval dels valors del paràmetre {\displaystyle t}) en {\displaystyle n} intervals de longitud {\displaystyle \Delta t=(b-a)/n}. Si fem {\displaystyle t_{i}} el punt {\displaystyle i}-èssim de {\displaystyle [a,b]}, aleshores {\displaystyle r(t_{i})} ens dona la posició del punt i de la corba. Tanmateix, en lloc de calcular les distàncies entre punts posteriors, hem de calcular els seus vectors de desplaçament, {\displaystyle \Delta r_{i}}. Com abans, avaluant {\displaystyle F} en tots els punts de la corba {\displaystyle i}-èssim prenent el producte escalar amb cada vector de desplaçament ens dona la contribució infinitesimal de cada partició de {\displaystyle F} sobre {\displaystyle {\mathcal {C}}}. Deixant que la mida de les particions tendeixi a zero ens dona una suma
{\displaystyle I=\lim _{\Delta t\to 0}\sum _{i=1}^{n}\mathbf {F} (\mathbf {r} (t_{i}))\cdot \Delta \mathbf {r} _{i}}
Pel teorema del valor mitjà, veiem que el vector de desplaçament entre punts adjacents de la corba és
{\displaystyle \Delta \mathbf {r} _{i}=\mathbf {r} (t_{i}+\Delta t)-\mathbf {r} (t_{i})\approx \mathbf {r} '(t_{i})\,\Delta t.}
Substituint això a la suma de Riemann anterior es produeix
{\displaystyle I=\lim _{\Delta t\to 0}\sum _{i=1}^{n}\mathbf {F} (\mathbf {r} (t_{i}))\cdot \mathbf {r} '(t_{i})\,\Delta t,}
que és la suma de Riemann per a la integral definida anteriorment.

### Independència del camí
Si un camp vectorial {\displaystyle F} és el gradient d'un camp escalar {\displaystyle G} (és a dir, si {\displaystyle F} és conservador), és a dir,
{\displaystyle \mathbf {F} =\nabla G,}
aleshores per la regla de la cadena multivariable, la derivada de la composició de {\displaystyle G} i {\displaystyle r(t)} és
{\displaystyle {\frac {dG(\mathbf {r} (t))}{dt}}=\nabla G(\mathbf {r} (t))\cdot \mathbf {r} '(t)=\mathbf {F} (\mathbf {r} (t))\cdot \mathbf {r} '(t)}
que passa a ser l'integrand per a la integral curvilína de {\displaystyle F} a {\displaystyle r(t)}. Segueix, donat un camí {\displaystyle {\mathcal {C}}}, que
{\displaystyle \int _{C}\mathbf {F} (\mathbf {r} )\cdot \,d\mathbf {r} =\int _{a}^{b}\mathbf {F} (\mathbf {r} (t))\cdot \mathbf {r} '(t)\,dt=\int _{a}^{b}{\frac {dG(\mathbf {r} (t))}{dt}}\,dt=G(\mathbf {r} (b))-G(\mathbf {r} (a)).}
En altres paraules, la integral de {\displaystyle F} sobre {\displaystyle {\mathcal {C}}} depèn únicament dels valors de {\displaystyle G} als punts {\displaystyle r(b)} i {\displaystyle r(a)} i, per tant, és independent del camí entre ells. Per aquest motiu, una integral curvilínia d'un camp vectorial conservador s'anomena independent del camí.

### Aplicacions
La integral curvilínia té molts usos en física. Per exemple, el treball fet sobre una partícula que viatja per una corba {\displaystyle {\mathcal {C}}} dins d'un camp de força representat com un camp vectorial {\displaystyle {\vec {F}}} és la integral curvilínia de {\displaystyle {\vec {F}}} sobre {\displaystyle {\mathcal {C}}}.

## Flux a través d'una corba
Per a un camp vectorial {\displaystyle \mathbf {F} \colon U\subseteq \mathbb {R} ^{2}\to \mathbb {R} ^{2}}, F(x, y) = (P(x, y), Q(x, y)), la integral curvilínia a través d'una corba {\displaystyle {\mathcal {C}}\subset U}, també anomenada integral de flux, es defineix en termes d'una parametrització suau a trossos r: [a,b] → C, r(t) = (x(t), y(t)), com:
{\displaystyle \int _{C}\mathbf {F} (\mathbf {r} )\cdot d\mathbf {r} ^{\perp }=\int _{a}^{b}{\begin{bmatrix}P{\big (}x(t),y(t){\big )}\\Q{\big (}x(t),y(t){\big )}\end{bmatrix}}\cdot {\begin{bmatrix}y'(t)\\-x'(t)\end{bmatrix}}~dt=\int _{a}^{b}-Q~dx+P~dy.}
Aquí ⋅ és el producte escalar, i {\displaystyle \mathbf {r} '(t)^{\perp }=(y'(t),-x'(t))} és la perpendicular en sentit horari del vector velocitat {\displaystyle \mathbf {r} '(t)=(x'(t),y'(t))}.
El flux es calcula en un sentit orientat: la corba C té una direcció cap endavant especificada de r(a) a r(b), i el flux es compta com a positiu quan F(r(t)) es troba al costat de les agulles del rellotge del vector velocitat d'avanç r'(t).

## Integral curvilínia complexa
En l'anàlisi complexa, la integral curvilínia es defineix en termes de multiplicació i suma de nombres complexos. Suposem que {\displaystyle U} és un subconjunt obert del pla complex {\displaystyle C}, {\displaystyle f} : {\displaystyle U} → {\displaystyle C} és una funció i {\displaystyle L\subset U} és una corba de longitud finita, parametritzada per {\displaystyle \gamma :[a,b]} → {\displaystyle L}, on {\displaystyle \gamma (t)=x(t)+iy(t)}. La integral de la recta
{\displaystyle \int _{L}f(z)\,dz}
es pot definir subdividint l'interval {\displaystyle [a,b]} en {\displaystyle a=t_{0}<t_{1}<...<t_{n}=b} i considerant l'expressió
{\displaystyle \sum _{k=1}^{n}f(\gamma (t_{k}))\,[\gamma (t_{k})-\gamma (t_{k-1})]=\sum _{k=1}^{n}f(\gamma _{k})\,\Delta \gamma _{k}.}
La integral és llavors el límit d'aquesta suma de Riemann quan les longituds dels intervals de subdivisió s'apropen a zero.
Si la parametrització γ és contínuament diferenciable, la integral de línia es pot avaluar com una integral d'una funció d'una variable real:
{\displaystyle \int _{L}f(z)\,dz=\int _{a}^{b}f(\gamma (t))\gamma '(t)\,dt.}
Quan {\displaystyle L} és una corba tancada (els punts inicial i final coincideixen), sovint es denota la integral de la recta {\textstyle \oint _{L}f(z)\,dz,} de vegades es coneix en enginyeria com a integral cíclica.
La integral de línia respecte al diferencial complex conjugat {\displaystyle {\overline {dz}}} es defineix per ser
{\displaystyle \int _{L}f(z){\overline {dz}}:={\overline {\int _{L}{\overline {f(z)}}\,dz}}=\int _{a}^{b}f(\gamma (t)){\overline {\gamma '(t)}}\,dt.}
Les integrals curvilínies de funcions complexes es poden avaluar mitjançant diverses tècniques. El més directe és dividir en parts reals i imaginàries, reduint el problema a avaluar dues integrals curvilínies amb valors reals. El teorema de la integral de Cauchy es pot utilitzar per equiparar la integral curvilínia d'una funció analítica a la mateixa integral en una corba més convenient. També implica que sobre una corba tancada que tanca una regió on {\displaystyle f(z)} és analítica sense singularitats, el valor de la integral és simplement zero, o en cas que la regió inclogui singularitats, el teorema del residu calcula la integral en termes de les singularitats. Això també implica la independència del camí de la integral curvilínia complexa per a funcions analítiques.

### Exemple
Considerem la funció {\displaystyle \mathbf {F} (z)={\frac {1}{z}}}, i deixem que el contorn {\displaystyle L} sigui el cercle unitari en sentit contrari a les agulles del rellotge al voltant de {\displaystyle 0}, parametritzat per {\displaystyle \mathbf {z} (t)={e^{it}}} amb {\displaystyle t} en {\displaystyle [0,{2\pi }]} utilitzant l'exponencial complexa. Substituint trobem:
{\displaystyle {\begin{aligned}\oint _{L}{\frac {1}{z}}\,dz&=\int _{0}^{2\pi }{\frac {1}{e^{it}}}ie^{it}\,dt=i\int _{0}^{2\pi }e^{-it}e^{it}\,dt\\&=i\int _{0}^{2\pi }dt=i(2\pi -0)=2\pi i.\end{aligned}}}
Aquest és un resultat típic de la fórmula de la integral de Cauchy i el teorema del residu.

### Relació de la integral curvilínia complexa i la integral curvilínia d'un camp vectorial
La visualització de nombres complexos com a vectors bidimensionals, la integral curvilínia d'una funció de valors complexos {\displaystyle f(z)} té parts reals i complexes iguals a la integral curvilínia i la integral de flux del camp vectorial corresponent a la funció conjugada {\displaystyle {\overline {f(z)}}.} Concretament, si {\displaystyle \mathbf {r} (t)=(x(t),y(t))} parametritza {\displaystyle L}, i {\displaystyle f(z)=u(z)+iv(z)} correspon al camp vectorial {\displaystyle \mathbf {F} (x,y)={\overline {f(x+iy)}}=(u(x+iy),-v(x+iy)),} llavors:
{\displaystyle {\begin{aligned}\int _{L}f(z)\,dz&=\int _{L}(u+iv)(dx+i\,dy)\\&=\int _{L}(u,-v)\cdot (dx,dy)+i\int _{L}(u,-v)\cdot (dy,-dx)\\&=\int _{L}\mathbf {F} (\mathbf {r} )\cdot d\mathbf {r} +i\int _{L}\mathbf {F} (\mathbf {r} )\cdot d\mathbf {r} ^{\perp }.\end{aligned}}}
Segons el teorema de Cauchy, la integral de l'esquerra és zero quan {\displaystyle f(z)} és analítica (que satisfà les equacions de Cauchy-Riemann) per a qualsevol corba tancada llisa {\displaystyle L}. En conseqüència, segons el teorema de Green, les integrals de la dreta són zero quan {\displaystyle \mathbf {F} ={\overline {f(z)}}} és irrotacional (sense bucles) i incompressible (sense divergències). De fet, les equacions de Cauchy-Riemann per {\displaystyle f(z)} són idèntiques a la desaparició del bucle i la divergència per a {\displaystyle F}.
Segons el teorema de Green, l'àrea d'una regió tancada per una corba llisa, tancada i orientada positivament {\displaystyle L} ve donada per la integral {\displaystyle \textstyle {\frac {1}{2i}}\int _{L}{\overline {z}}\,dz.} Aquest fet s'utilitza, per exemple, en la demostració del teorema de l'àrea.

## Mecànica quàntica
La formulació de la integral de camins de la mecànica quàntica en realitat no es refereix a integrals de camí en aquest sentit sinó a integrals funcionals, és a dir, integrals sobre un espai de camins, d'una funció d'un camí possible. Tanmateix, les integrals de camí en el sentit d'aquest article són importants en mecànica quàntica; per exemple, la integració complexa del contorn s'utilitza sovint per avaluar les amplituds de probabilitat en la teoria de la dispersió quàntica.